# الکسی شوتسوف
الکسی شوتسوف (روسی: Алексей Викторович Шевцов؛ زادهٔ ۲۹ ژانویهٔ ۱۹۷۹) کشتی‌گیر اهل روسیه است.